# José Luis Rubiera

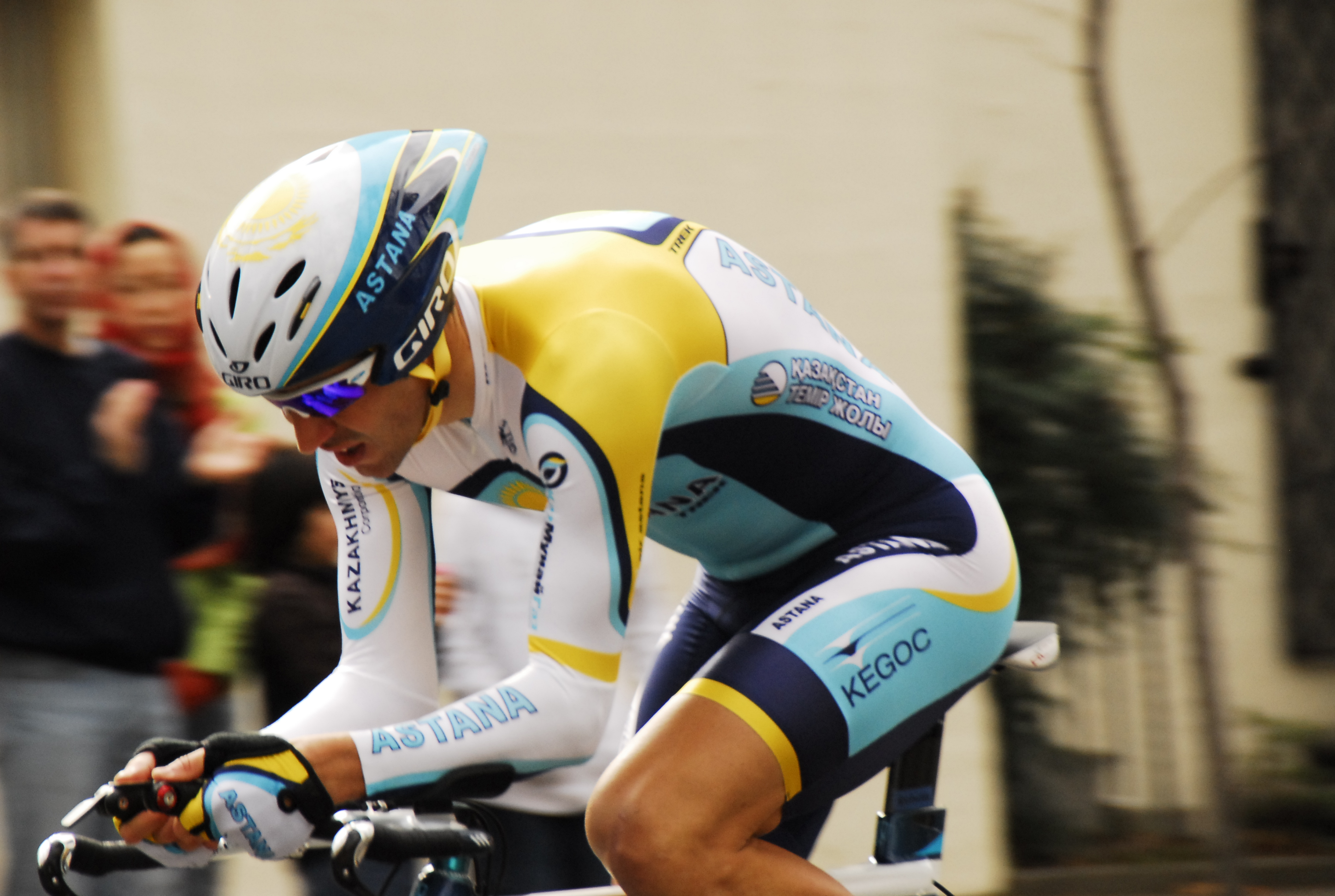
José Luis Rubiera.

José Luis "Chechu" Rubiera Vigil, född 27 januari 1973 i Gijón, Asturien, är en spansk före detta professionell tävlingscyklist. Rubiera var professionell åren 1995–2010 för stallen Artiach, Kelme-Costa Blanca, US Postal Service, Discovery Channel, Astana Team och Team RadioShack.

## Karriär

### 1995–2000
José Luis Rubiera inledde sin professionella bana i det spanska stallet Artiach 1995. 1996 gick Artiach ihop med Kelme-stallet och blev Kelme-Artiach och från och med 1997 hette stallet Kelme-Costa Blanca. 1997 var också året Rubiera tog sin första stora seger då han vann etapp 19 under Giro d'Italia med målgång i Pfalzen, Sydtyrolen. Rubiera vann ytterligare en etapp under Giro d'Italia år 2000 då han vann etapp 13 till Selva di Val Gardena, även det i Sydtyrolen.

### 2001–2007
Rubiera hade i Kelme-Costa Blanca gjort sig ett namn som en duktig klättrare på stora etapplopp och till säsongen 2001 värvades han, tillsammans med stallkamraten Roberto Heras, till det amerikanska stallet US Postal Service. I US Postal Service var Rubieras roll framförallt att agera hjälpryttare åt stallkaptenen Lance Armstrong på bergsetapperna i Alperna och Pyrenéerna. Rubiera cyklade för US Postal Service, som 2005–2007 hette Discovery Channel Pro Cycling Team, fram till och med 2007 och hjälpte Armstrong till fem av hans sju segrar i Tour de France. 2003–2005 var Rubiera även med om att vinna tre raka lagtempoetapper under Tour de France.

### 2008–2010
Då Discovery Channel Pro Cycling Team lade ner sin verksamhet inför säsongen 2008 flyttade Rubiera till det kazakiska stallet Astana Team. 2008 var han hjälpryttare åt stallets stjärna Alberto Contador under dennes seger i Vuelta a España. 2009 cyklade Rubiera sina sista Grand Tours då han deltog i Giro d'Italia och Vuelta a España.
2010 cyklade Rubiera för det amerikanska stallet Team RadioShack, dock utan att göra något större väsen av sig i resultatlistorna.

## Meriter
Giro d'Italia
2 etapper
Tour de France
3 lagtempoetapper

### Resultat i Grand Tours
| Carrera         | 1997 | 1998 | 1999 | 2000 | 2001 | 2002 | 2003 | 2004 | 2005 | 2006 | 2007 | 2008 | 2009 |
| --------------- | ---- | ---- | ---- | ---- | ---- | ---- | ---- | ---- | ---- | ---- | ---- | ---- | ---- |
| Giro d'Italia   | 10   | 13   | X    | 8    | –    | –    | –    | –    | –    | 13   | 39   | –    | 49   |
| Tour de France  | –    | –    | –    | –    | 38   | 22   | 19   | 19   | 35   | 91   | –    | –    | –    |
| Vuelta a España | –    | –    | 6    | 11   | 7    | 51   | 80   | –    | –    | –    | 87   | 22   | X    |

X = Bröt loppet

## Stall
- Artiach 1995
- Kelme-Costa Blanca 1996–2000
- US Postal Service 2001–2004
  -  Discovery Channel Pro Cycling Team 2005–2007
- Astana Team 2008–2009
- Team RadioShack 2010